# Lukas Cik
Lukas Cik (* 8. Februar 2002) ist ein kroatischer Leichtathlet, der sich auf den Hürdenlauf spezialisiert hat und auch im Weitsprung an den Start geht.

## Sportliche Laufbahn
Erste Erfahrungen bei internationalen Meisterschaften sammelte Lukas Cik im Jahr 2019, als er bei den U18-Balkan-Meisterschaften in Istanbul mit 6,87 m den fünften Platz im Weitsprung belegte und mit der kroatischen 4-mal-100-Meter-Staffel in 43,14 s die Silbermedaille gewann. Anschließend gelangte er beim Europäischen Olympischen Jugendfestival in Baku mit 6,78 m auf Rang elf. Im Jahr darauf belegte er bei den U20-Balkan-Meisterschaften in Istanbul mit 7,03 m den achten Platz im Weitsprung und 2021 gewann er bei den U20-Balkan-Hallenmeisterschaften in Sofia mit 7,09 m die Bronzemedaille. Zudem gewann er in der 4-mal-400-Meter-Staffel in 3:22,14 m die Silbermedaille. Im Juni belegte er bei den U20-Balkan-Meisterschaften in Istanbul mit 7,24 m den vierten Platz und gewann im Staffelbewerb in 3:12,48 min die Silbermedaille. Anschließend schied er bei den U20-Europameisterschaften in Tallinn mit 14,11 s im Halbfinale im 110-Meter-Hürdenlauf aus und kam dann bei den U20-Weltmeisterschaften in Nairobi mit 14,19 s nicht über den Vorlauf hinaus. Im Jahr darauf belegte er bei den Balkan-Meisterschaften in Craiova in 14,36 s den vierten Platz im Hürdenlauf und im September gelangte er bei den U23-Mittelmeer-Meisterschaften in Pescara mit 14,55 s auf den sechsten Platz.
2023 wurde er bei den U23-Mittelmeer-Hallenmeisterschaften in Valencia in 8,15 s Vierter über 60 m Hürden. Im Juni wurde er bei der 2. Liga der Team-Europameisterschaft im Rahmen der Europaspiele in Chorzów in 14,27 s Achter über 110 m Hürden, ehe er bei den U23-Europameisterschaften in Espoo mit 14,44 s nicht über den Vorlauf hinauskam. Daraufhin belegte er bei den Balkan-Meisterschaften in Kraljevo in 13,95 s den siebten Platz und gewann mit der 4-mal-400-Meter-Staffel in 3:11,47 min die Bronzemedaille hinter den Teams aus der Ukraine und Slowenien. Im Jahr darauf gelangte er bei den Balkan-Hallenmeisterschaften in Istanbul mit 8,05 s auf den elften Platz über 60 m Hürden und gewann mit der Staffel in 3:23,69 min die Silbermedaille hinter dem türkischen Team. Ende Mai belegte er bei den Freiluft-Balkan-Meisterschaften in Izmir in 14,09 s den siebten Platz über 110 m Hürden. 2025 wurde er bei den Balkan-Meisterschaften in Volos in 14,16 s Zweiter im B-Lauf über 110 m Hürden.
In den Jahren 2023 und 2024 wurde Cik kroatischer Hallenmeister im 60-Meter-Hürdenlauf. 2024 wurde er Landesmeister im Zehnkampf sowie über 110 m Hürden.

## Persönliche Bestleistungen
- 110 m Hürden: 13,84 s (+0,3 m/s), 24. Mai 2025 in Zagreb
  - 60 m Hürden (Halle): 7,89 s, 23. Februar 2025 in [Zagreb
- Weitsprung: 7,40 m, 22. Februar 2025 in Zagreb